# Камю, Пьер
Пьер Эмиль Леон Камю (фр. Pierre Emile Léon Camus; 17 апреля 1885, Париж — 1 июня 1948, Амьен) — французский флейтист, композитор, дирижёр и музыкальный педагог.
Окончил Парижскую консерваторию, ученик Поля Таффанеля (флейта), Шарля-Мари Видора (композиция), Жоржа Коссада (контрапункт). С началом Первой мировой войны был мобилизован, в 1915 г. был взят в плен германской армией в бою под городком Круи. До февраля 1919 г. находился в плену — сперва в Лангензальце, затем в Куснирце и Шнайдемюле (ныне Польша), написав за это время сюиту для оркестра «Впечатления изгнанника» (фр. Impressions d’exil). После освобождения поступил солистом в Оркестр Колонна, преподавал в Высшей нормальной школе музыки.
С 1922 г. и до конца жизни директор муниципальной консерватории в Амьене, преподавал гармонию и камерный ансамбль. Выступил главной движущей силой в организации музыкальной жизни города, в 1933 г. создал Амьенский симфонический оркестр (просуществовавший до 1964 г.). Автор Реквиема (1931), камерных и вокальных сочинений.
Был женат на Хильде Марии Шарлотте Шварц, дочери композитора Эмиля Шварца.